# Галатеја (сателит)
Галатеја (грч. Γαλάτεια) је четври по реду унутрашњи сателит Нептуна. Позната је и под именом Нептун VI.

## Откриће и именовање
Галатеју је открио Стивен Синот крајем јула 1989. године са фотографија које је направила сонда Војаџер 2. Тада је добила привремено име S/1989 N 4.Откриће је објављено 2. августа 1989. Име је добила по Галатеји, једној од Нереида и кћерки бога Нереја и његове жене Дориде.

## Физичке карактеристике
Галатеја је веома неправилног облика. Највероватније је настала поновним спајањем честица неког од Нептунових сателита који су се разбили услед пертурбација путање Тритона након заробљавања тог месеца у веома ексцентричној орбити.
Са димензијама од 204 × 184 × 144 километара Галатеја је пети по величини Нептунов сателит. Процењена температура износи 51 К. Око Нептуна се креће у директном смеру стврајући готово савршено кружну орбиту на просечној удаљености од 61,953 километара.
Галатеја орбитира испод Нептунове синхроне орбите, па се полако спирално креће ка унутрашњости и може евентуално ући у Нептунову атмосферу, или се разбити о планетарни прстен након преласка Рошеове границе.
Галатеја је највероватније пастирски сателит Нептуновог Адамсовог прстена који се налази 1.000 километара изван своје орбите. Орбитална резонанца у односу 42:43 са Галатејом сматра највероватнијим узроком јединственог облика овог прстена у виду конвексних лукова.